# Визельтир, Меир
Меир Визельтир (ивр. מאיר ויזלטיר‎; 1941, Москва, СССР — 30 марта 2023, Рамат-Ган) — израильский поэт, публицист и переводчик, автор 20 сборников стихов, один из основателей литературного журнала «Симан криа» (1972). Публиковался с 1959 года, первый сборник издал в 1967 году. Поэзия Визельтира отличается самобытностью, политической злободневностью, обращением к языковым средствам разговорной речи и сленга. Трёхкратный лауреат Премии премьер-министра за литературные произведения на иврите (1977, 1993, 2001), лауреат литературной премии имени Бялика (1994) и Государственной премии Израиля (2000).

## Биография
Родился в 1941 году в Москве, поздний ребёнок в семье Натана и Ривы Визельтир, переехавших в столицу из Житомира в 1920-е годы. После начала войны уехал с матерью и двумя старшими сёстрами в эвакуацию в Новосибирск. Отец погиб на Ленинградском фронте, когда мальчику был год. Одна из сестёр, Батя, вышла замуж за польского еврея, отслужившего в Красной армии. Их мать в 1945 году попала под суд по обвинению в торговле военным имуществом и была приговорена к шести годам лишения свободы. Однако, поскольку после войны советское правительство разрешило польским гражданам, бежавшим в СССР от нацистов, вернуться на родину, Меир смог выехать из СССР вместе с Батей и её мужем (с матерью ему удалось увидеться после этого только в 1956 году).
В 1947 году семья перебралась из Польши в Германию, где некоторое время жила в лагере беженцев, а затем в Висбадене, в американской зоне оккупации. В это время Меир начал учиться в публичной немецкой школе, одновременно изучая иврит и Тору частным образом.
Из Германии Визельтиры переехали во Францию, а в 1949 году — в недавно созданный Израиль, где после нескольких лагерей для новых репатриантов Меир был направлен на проживание в кибуце Рамат-ха-Шофет.
В четвёртом классе в Рамат-ха-Шофете сделал первые шаги в литературе — сочинил пьесу по мотивам русской народной сказки и представил её с друзьями в кибуцной столовой. В седьмом классе в школе им. Бялика в Нетании был редактором и основным автором ежедневной стенгазеты. В 17 лет в Тель-Авиве написал свои первые стихотворения, некоторые из которых были позже напечатаны в журнале «Маса» — литературном приложении к газете «Ла-мерхав». Первая публикация датируется 1959 годом.
В 1960 году с Йоной Волах и Яиром Хурвицем присоединился к группе молодых деятелей искусств, искавших новые способы выражения и синтеза между разными видами искусств Поэты, входившие в эту группу, стали известны как «Тель-авивский кружок», и Визельтир вскоре выдвинулся в этом коллективе на первые позиции. Тесная дружба с Волах и Хурвицем продолжалась до конца 1960-х годов, они организовывали совместные вечера поэзии в Тель-Авиве и Иерусалиме.
Военную службу в АОИ проходил в войсках снабжения. Во время службы, в 1960—1961 годах, изучал право в Тель-Авивском филиале Еврейского университета, а с 1961 по 1964 год, после увольнения из армии, продолжал высшее образование уже в Иерусалиме, где изучал философию, всеобщую историю и английский язык. В 1960-е годы провёл также несколько лет в Лондоне и Париже.
В 1967 году вышел первый стихотворный сборник Визельтира, «Перек алеф, перек бет» (с ивр. — «Глава первая, глава вторая»). Уже в этой книге поэт демонстративно нарушает многочисленные каноны в тематике, языке и даже структуре — в первой её части собраны более поздние стихотворения, а во второй самые ранние. В 1969 году вышел сборник «Меа ширим» (с ивр. — «Сто стихотворений»), а в 1973 году — «Ках» (с ивр. — «Возьми»). В конце 1960-х годов Визельтир также предпринимал активные попытки создания литературных журналов, но первый из них выдержал лишь один выпуск, ещё один, «Пшита», — два. Лишь в 1972 году выпуск литературного журнала приобрёл постоянный характер. Этим изданием стал журнал «Симан криа», который со временем стали рассматривать как место публикации молодых поэтов, где публике представлялись новаторские эксперименты и свежая, незашоренная точка зрения на реальность. Вместе с Визельтиром создателем журнала стал Менахем Перри; их отношения переживали подъёмы и падения, и в то время как Перри оставался в «Симан криа» постоянно, Визельтир несколько раз за 1970-е годы уходил из редакции и снова возвращался.
Помимо создания собственных произведений, Визельтир занимался переводами английской, французской и русской литературы на иврит. Среди переведенных им произведений — трагедии Шекспира («Антоний и Клеопатра», «Макбет», «Юлий Цезарь» и «Зимняя сказка», современный язык перевода которых особо отмечался жюри Премии Израиля), романы Вирджинии Вулф, Чарльза Диккенса, Э. М. Форстера, Малькольма Лаури, Джозефа Хеллера, «Кентерберийские рассказы», «О дивный новый мир», произведения Кадзуо Исигуро. Одновременно он преподавал литературу в Хайфском университете и работал редактором в отделе поэзии в издательстве «Ам овед», что позволяло ему рано находить и принимать участие в развитии молодых поэтов. Публиковал многочисленные статьи на злобу дня и очерки в различных израильских газетах.
После вышедшей в 1986 году книги «Михтавим ве-ширим ахерим» (с ивр. — «Письма и другие стихи») Визельтир долго не печатал ничего нового, заявляя, что критики не относятся к его творчеству серьёзно, но в 1995 году вышел сборник «Махсан» (с ивр. — «Склад»), а в 2000 году — «Ширим итиим» (с ивр. — «Медленные стихи»).
В 2018 году выпустил первую в карьере книгу для детей — «Ширим ле-еладот навонот» (с ивр. — «Стихи для умных девочек»); в этот сборник вошли стихи, которые поэт писал для своих дочерей, Натальи и Марты, когда те были ещё маленькими. В общей сложности за жизнь издал 20 сборников собственных стихов. Скончался в марте 2023 года возрасте 82 лет в больнице «Тель-ха-Шомер», оставив после себя двух дочерей и трёх внучек. Похоронен на кладбище «Яркон».

## Особенности и оценки творчества
Ранний поэтический стиль Меира Визельтира сформировался в рамках «Тель-Авивского кружка», члены которого стремились порвать со сложившейся под влиянием таких авторов, как Натан Зах, ироничной, обезличенной и аполитичной традицией в израильской поэзии, и смело экспериментировали с авангардными формами. Его произведения отличали личностный характер, политическая злободневность (иногда выражаемая с утрированным пафосом), пренебрежение литературным языком в пользу разговорной речи и сленга. Один из критиков определил творчество Визельтира как «поэзию иконоборчества». Ранние сборники поэта вызывали упрёки критиков, отрицательно отзывавшихся об умышленной агрессивности его стихов, его неразборчивости в языковых и технических средствах и отходе от общепринятой морали. В сборнике «Давар оптими асият ширим» (с ивр. — «Писать стихи — дело оптимистическое», 1976) критику вызвали метания между «интеллектуализмом» и «позой босяка».
Постепенно стиль и языковые выразительные средства поэзии Визельтира менялись. Если в первых сборниках присутствовали декларативность в стиле Маяковского и смелые эксперименты с формой, то позже его отношение к реальности становится более спокойным, стиль более традиционным, а язык точным. Отмечается влияние на этот период творчества французских сюрреалистов и поздних англо-американских поэтов (в том числе Т. С. Элиота и Р. Лоуэлла). Стихи Визельтира часто написаны от первого лица, поэт выступает в них как центральная фигура, часто обращаясь к роли моралиста, разыскивая ценности в мире хаоса. Особое место в его творчестве занимает город Тель-Авив, к которому поэт относится одновременно с любовью и ненавистью. Сборники «Ках», «Давар оптими асият ширим», а позже «Моца эль ха-ям» (с ивр. — «Выход к морю», 1981) и «Кицур шнот ха-шишим» (с ивр. — «Шестидесятые годы вкратце», 1984) создали Визельтиру репутацию ведущего ивритского поэта следующего поколения после И. Амихая, Н. Заха, Д. Равикович и Д. Авидана. Его стиль породил многочисленных последователей и подражателей.
Ряд стихотворений Визельтира был положен на музыку, став известными песнями («Еш ли симпатия», «Шуви ле-пардес», «Ках ширим» группы «Кнесият ха-сехель», «Шув йоред ор хаки афрури» группы «Моника Секс»). Поэтические произведения Визельтира переведены на десятки языков, включая русский, украинский, польский, чешский и сербохорватский.

## Награды
Творчество Меира Визельтира отмечено рядом государственных и местных премий. Он трижды (в 1977, 1993 и 2011 годах) удостаивался Премии премьер-министра за литературные произведения на иврите. В 1994 году стал лауреатом литературной премии имени Бялика (1994), в 1996—1997 — творческой премии имени Леви Эшколя, а в 2000 году — Государственной премии Израиля в области литературы. В 2015 году получил литературную премию Ньюмана от Еврейского университета в Иерусалиме.